# Powell (Ohio)
Powell é uma vila localizada no estado norte-americano de Ohio, no Condado de Delaware.

## Demografia
Segundo o censo norte-americano de 2000, a sua população era de 6247 habitantes.
Em 2006, foi estimada uma população de 11.494, um aumento de 5247 (84.0%).

## Geografia
De acordo com o United States Census Bureau tem uma área de
7,9 km², dos quais 7,9 km² cobertos por terra e 0,0 km² cobertos por água. Powell localiza-se a aproximadamente 292 m acima do nível do mar.

## Localidades na vizinhança
O diagrama seguinte representa as localidades num raio de 16 km ao redor de Powell.